# زندگی پنهان حیوانات خانگی
زندگی پنهان حیوانات خانگی (انگلیسی: The Secret Life of Pets) یک فیلم پویانمایی رایانه‌ای سه بعدی در سبک کمدی به کارگردانی کریس رناد است که در سال ۲۰۱۶ منتشر شد. دنباله این فیلم(زندگی پنهان جانوران خانگی ۲)در سال ۲۰۱۹ منتشر شد.

## داستان
مکس، یک سگ خانگی است که همراه با صاحبش، کتی، در دامنهٔ نیویورک یک زندگی اشرافی دارد. مکس با دیگر جانوران محله که با صاحبانشان زندگی می‌کنند از جمله یک گربه، یک سگ، پرنده و … نیز پیوند دوستانه دارد. کتی یک شب یک سگ درشت هیکل به نام داک را از برای اینکه بی‌خانمان بوده همراه می‌آورد که بسیار مایه آزردگی مکس می‌شود. آنها همان شب بر سر جای خواب ناسازگاری سختی پیدا می‌کنند. مکس و داک در شهر مورد حمله یک گنگ گربه قرار می‌گیرند ولی یک خرگوش آنها را نجات می‌دهد. خرگوشی که سردسته گروهی از جانوران است که از آدم‌ها و رفتارشان با جانوران بیزار است…

## گویندگان
- لوئی سی. کی.
- اریک استون استریت
- کوین هارت
- آلبرت بروکس
- هانیبال بورس
- بابی موینیهان
- لیک بل
- الی کمپر
- استیو کوگان